# Вільятуерта
Вільятуерта (ісп. Villatuerta) — муніципалітет в Іспанії, у складі автономної спільноти Наварра. Населення — 1069 осіб (2009).
Муніципалітет розташований на відстані близько 290 км на північний схід від Мадрида, 33 км на південний захід від Памплони.
На території муніципалітету розташовані такі населені пункти: (дані про населення за 2009 рік)
- Легардета: 5 осіб
- Вільятуерта: 1064 особи

## Демографія
Динаміка населення (INE ):

## Галерея зображень

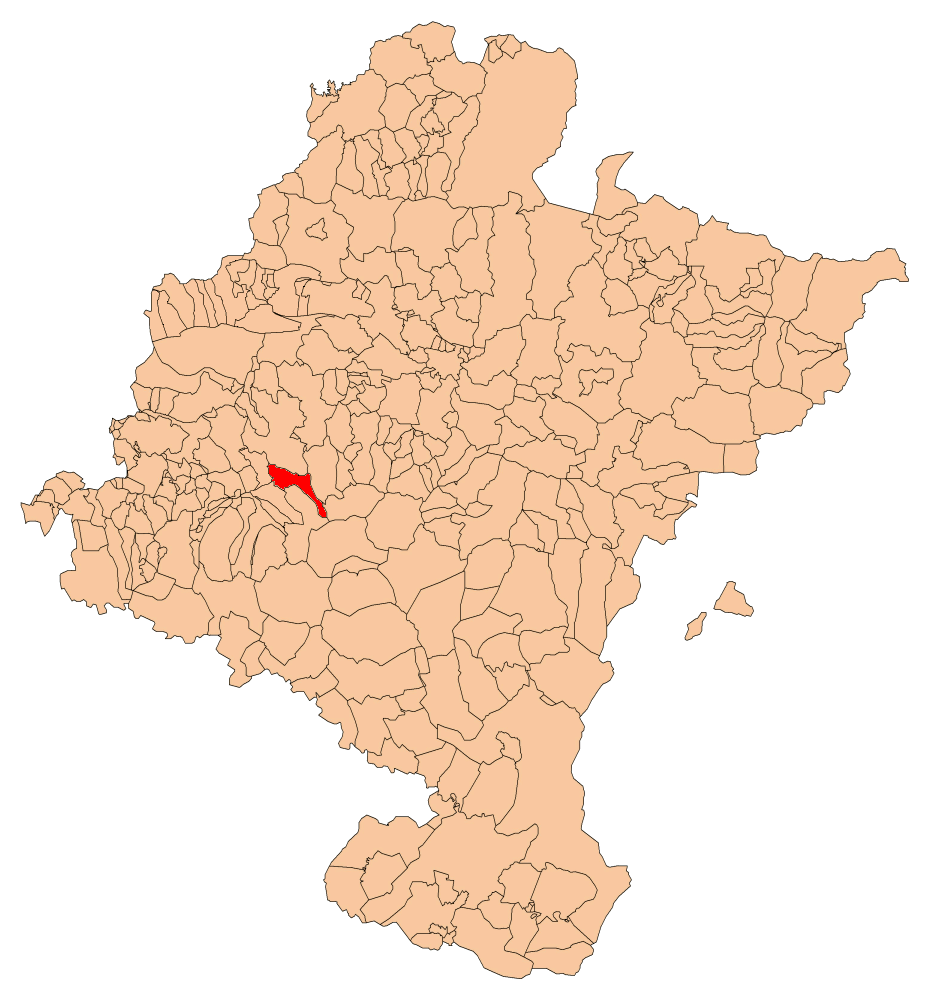
Розташування муніципалітету
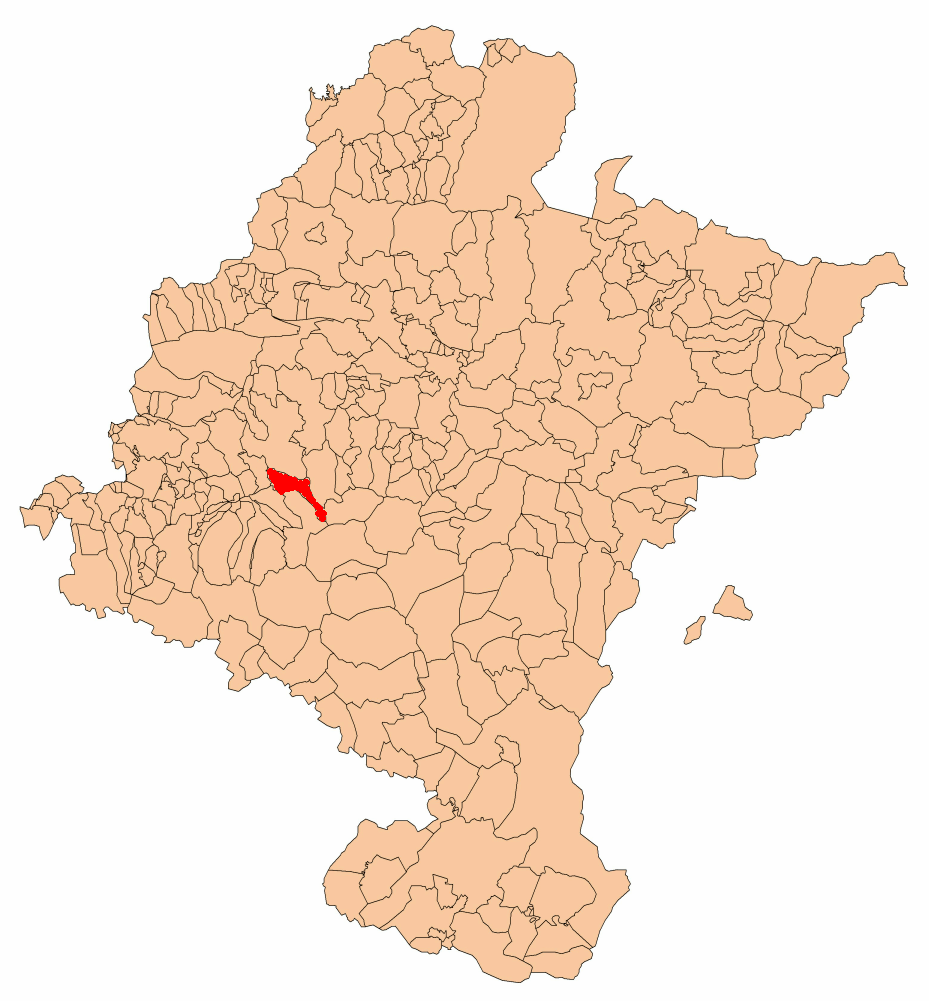
Вільятуерта